# 3257 Hanzlik
3257 Hanzlik је астероид главног астероидног појаса са средњом удаљеношћу од Сунца која износи 2,250 астрономских јединица (АЈ).
Апсолутна магнитуда астероида је 13,5.